# Коровино (Александровский район)
Коровино — деревня в Александровском районе Владимирской области России, входит в состав Каринского сельского поселения. 

## География
Деревня расположена в 12 км на юг от центра поселения села Большое Каринское и в 10 км на юго-запад от города Александрова, в 3 км на запад от города Карабаново. На западе граничит с СТСН «Дружба».

## История
В XIX — начале XX века деревня входила в состав Махринской волости Александровского уезда, с 1926 года — в составе Карабановской волости. В 1859 году в деревне числилось 13 дворов, в 1905 году — 19 дворов, в 1926 году — 27 дворов.
С 1929 года деревня входила в состав Шиколовского сельсовета Александровского района, с 1940 года — в составе Махринского сельсовета, с 1948 года — в составе пригородной зоны города Александрова, с 1965 года — в составе Александровского района, с 2005 года — в составе Каринского сельского поселения.

## Население
| 1859 | 1905 | 1926 | 2002 | 2010 | 2021 |
| ---- | ---- | ---- | ---- | ---- | ---- |
| 71   | ↗119 | ↗161 | ↘2   | ↘0   | ↗17  |